# Maison Corsini
Pour les articles homonymes, voir Corsini (homonymie).
 (juillet 2024).
Si vous disposez d'ouvrages ou d'articles de référence ou si vous connaissez des sites web de qualité traitant du thème abordé ici, merci de compléter l'article en donnant les références utiles à sa vérifiabilité et en les liant à la section « Notes et références ».
La maison Corsini est une famille noble florentine qui connut une grande influence du Moyen-Âge jusqu'au XIXe siècle, donnant notamment un pape à l'Église romaine : Clément XII.

## L'ascension sociale
Les Corsini sont originaires des alentours de Poggibonsi et de la vallée de la Pesa, entre Sienne et Florence. Dès la fin du XIIe siècle, ils s'établissent dans la république florentine, où ils connaissent une ascension sociale importante. Au XIVe siècle, on trouve ainsi des membres de cette famille exerçant des fonctions commerciales, politiques et religieuses. Ils donneront ainsi à Florence 12 prieurs et 47 gonfaloniers de justice, le plus haut office de la république.
C'est notamment Matteo Corsini (1322-1402) qui est à l'origine de la prospérité de sa famille. Il bâtit une fortune considérable à la cour d’Angleterre, en faisant commerce de laines de soie et de poissons. Cependant, l'insolvabilité d’Édouard III à la suite de ses guerres en France et la crise bancaire qui s'ensuit forcent Matteo à revenir ainsi en Toscane, où il investit dans la terre. En 1371, Matteo est titré comte palatin par l'empereur Charles IV. Il est par ailleurs un ami proche du grand poète italien Pétrarque.
Dans le même temps, plusieurs parents de Matteo gravissent les échelons de la société : Giovanni Corsini devint sénéchal d'Arménie et gouverneur de Rodi, tandis que Filippo Corsini (1334-1421), expert en droit et diplomate, est élu à cinq reprises gonfalonier de justice à Florence.

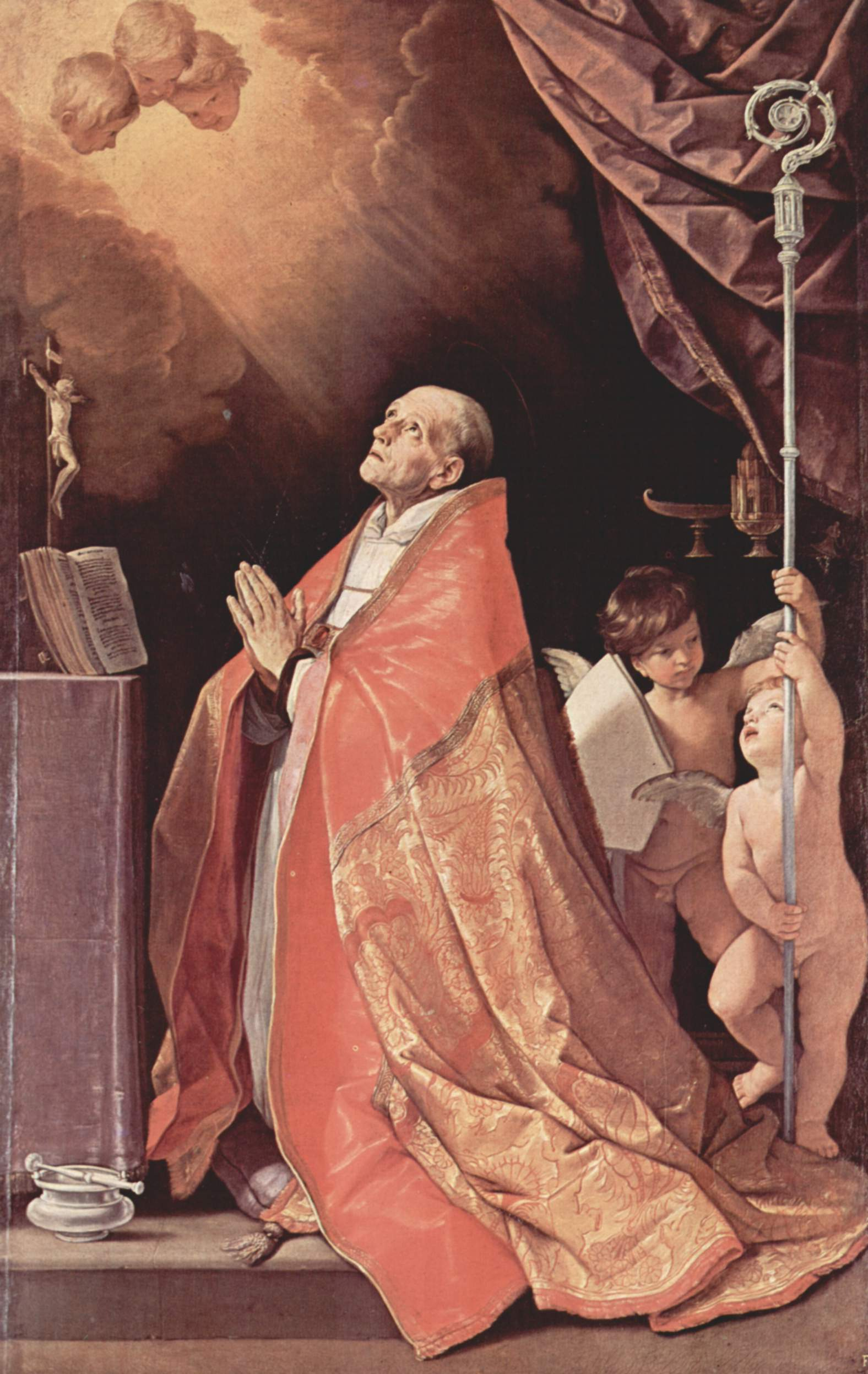
Saint André Corsini, évêque de Fiesole.

Très tôt, les Corsini jouent un rôle actif au sein de l'Église. Deux d'entre eux furent ainsi évêques de Fiesole, Andrea (1349) et Neri (1374), et deux autres furent évêque et archevêque de Florence, Pietro (1363) et Amerigo (1411). Andrea Corsini, évêque de Fiesole de 1349 à sa mort en 1373, sera canonisé en 1629 en raison de sa vie de pénitence, de méditation et de charité envers les pauvres. Quant à Pietro Corsini (1363-1403), il suivit le pape Urbain V dans son exil en Avignon en tant que cardinal et évêque de Florence, et soutint le retour du pape à Rome.

## DuXVeauXVIIesiècle
À la fin du XVe siècle, alors que la puissance des Médicis grandit à Florence, l'influence politique de la famille Corsini recule quelque peu. Si certains Corsini choisissent de s'opposer aux détenteurs du pouvoir, la famille dans son ensemble continue de prospérer dans les affaires et la politique sous leur domination, acquérant des titres, des terres et des offices, et consolidant ainsi son ancrage.
Filippo (1538-1601) et Bartolomeo Corsini (1545-1613) augmentent la richesse de leur famille grâce à un vaste réseau de bureaux commerciaux, bancaires et de courtage répartis à travers l'Europe, et à un service postal privé très rapide (il fallait moins de trois jours à une lettre pour parvenir de Londres à Florence).
Au fil des décennies, les Corsini mettent la main sur les fiefs de Sismano, Casigliano et Civitella. En 1620, le pape Paul V leur accorde le titre de marquis de Sismano, qui sera étendu par le pape Urbain VIII à Casigliano et Civitella (1629), plus tard Lajatico et Orciatico (1644) et enfin Giovagallo et Tresana (1652).

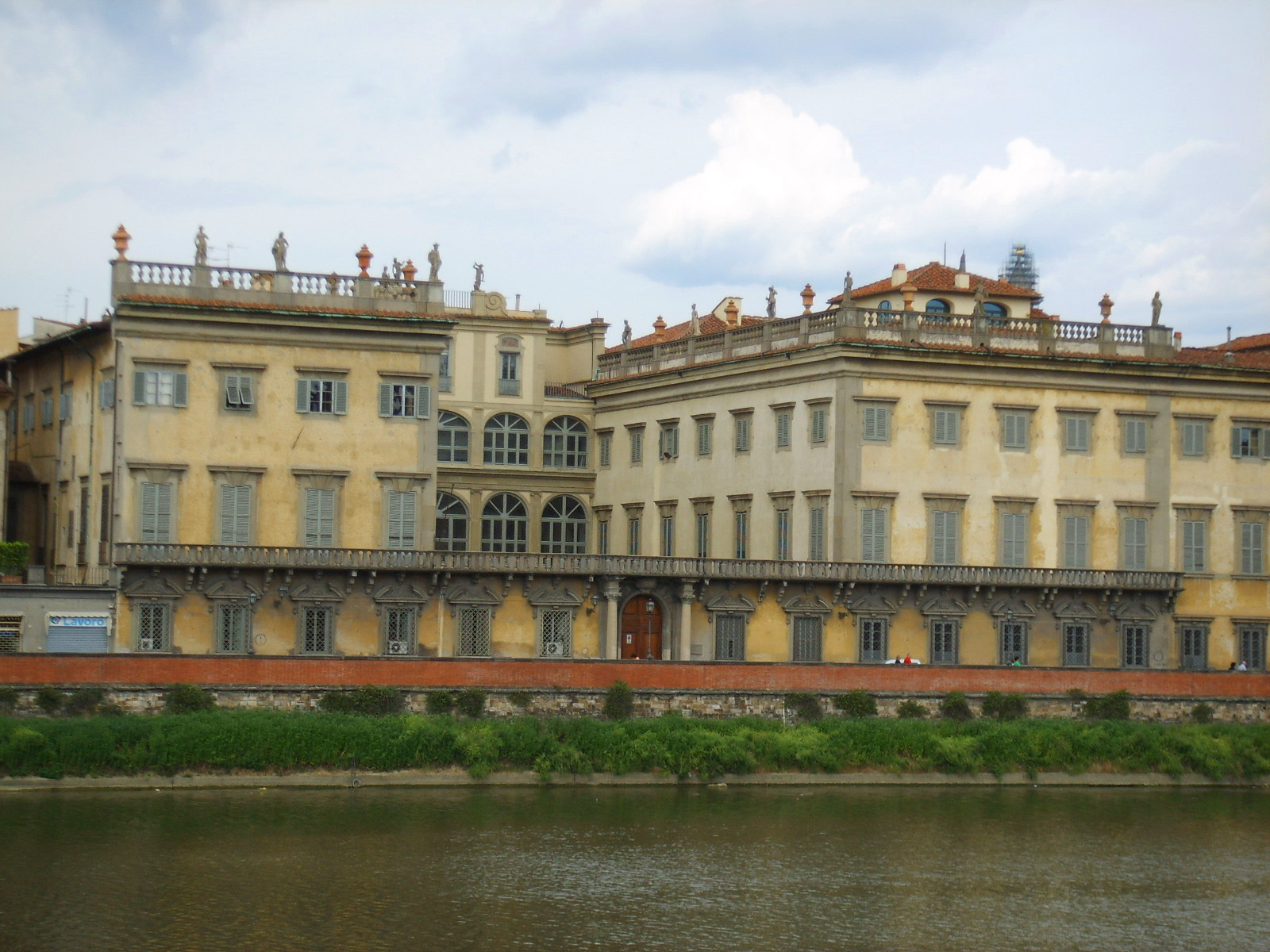
Le palais Corsini, dominant l'Arno, à Florence.

Cette puissance foncière et financière permet aux Corsini de manifester leur puissance par l'édification de grands bâtiments et par l'intensification de leur relation de mécénat avec le monde des arts.
La construction de la chapelle Corsini de l'église Santa Maria del Carmine, dédiée à saint André Corsini, pendant la première moitié du siècle, et surtout celle du palais Corsini dominant l'Arno, superbe exemple du baroque florentin, en sont des exemples. Il abrite la Galleria Gentilizia, où de nombreuses œuvres d'art sont exposées. Le cardinal Ottavio Corsini accueille dès 1620 un drame musical dans son palais : certains spécialistes soutiennent que c'est la première fois qu'un opéra lyrique a été mis en scène.

## L'apogée de la famille
Les XVIIIe et XIXe siècles marquent l'apogée de la famille.

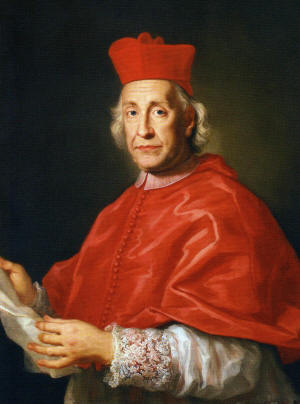
Le pape Clément XII, né Lorenzo Corsini.

En 1730, Lorenzo Corsini monte sur le trône de saint Pierre sous le nom de Clément XII. Il mène une intense politique d'aménagement et de modernisation de la ville de Rome, agrandissant les musées du Capitole et ceux du Vatican, enrichissant la bibliothèque apostolique, faisant construire la célèbre fontaine de Trevi, la façade actuelle de l'archibasilique Saint-Jean-de-Latran (ainsi que la majestueuse chapelle Corsini), la façade de la basilique Sainte-Marie-Majeure, le palais de la Consulta sur le Quirinal, mais aussi des ports à Anzio, Ravenne et Ancône. Le souverain pontife favorise également les siens.
Dès son élection en 1730, l'un de ses neveux, Neri Maria Corsini, est créé cardinal. On doit à ce dernier la construction du palazzo Corsini alla Lungara, dans le Trastevere, à Rome, un palais qui sera, sous l'occupation napoléonienne, la résidence de Joseph Bonaparte.
Un second neveu, Bartolomeo Corsini (1683-1752), premier prince de Sismano, duc de Casigliano, marquis souverain de Tresana, est fait par son oncle commandant en chef de la cavalerie romaine, avant de poursuivre sa carrière comme président du conseil des ministres du roi Charles à Naples, et d'être finalement nommé vice-roi de Sicile.

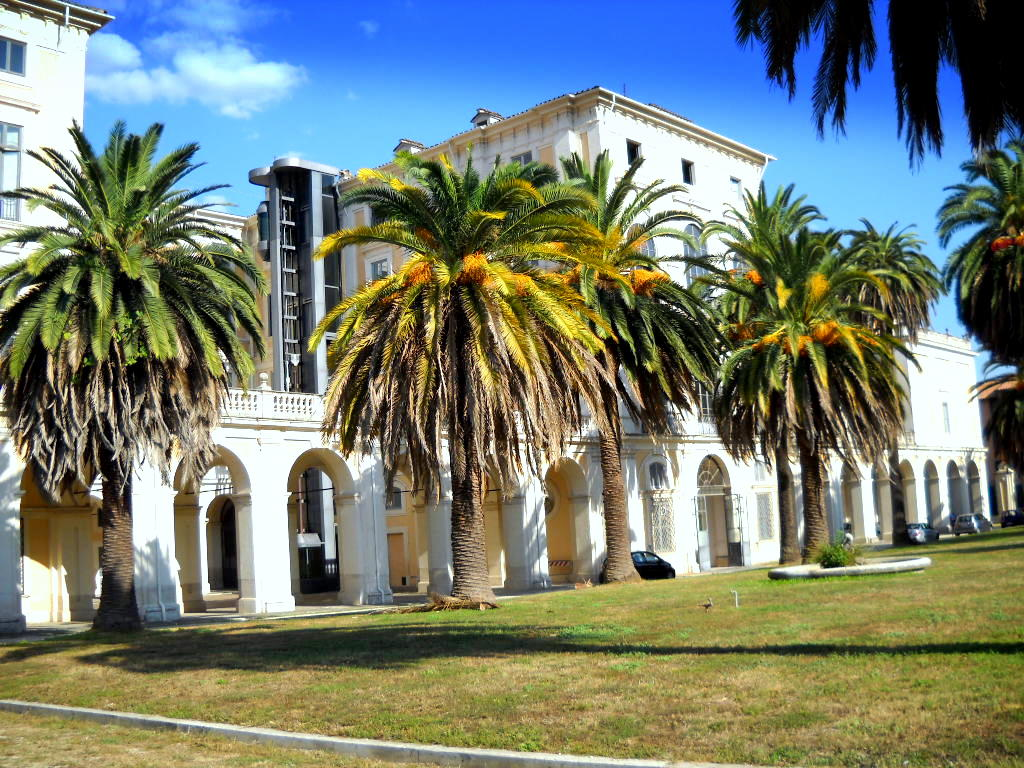
Le palais Corsini est l'un des deux sites de la Galerie nationale d'Art ancien, à Rome.

Les Corsini s'illustrent également dans la diplomatie et la politique.
Neri Corsini (1771-1845), secrétaire du grand-duché de Toscane à la fois sous Napoléon et au retour des Habsbourg, fut nommé négociateur de l'empire d'Autriche (qui dominait à l'époque le grand-duché) au congrès de Vienne en 1815. Tommaso Corsini (1767-1856) fut également plusieurs fois ambassadeur et sénateur du grand-duché, tandis qu'Andrea Corsini (1804-1868) devint ministre des Affaires étrangères.
Quant à Tommaso Corsini (1835-1919), il est élu député du royaume d'Italie de 1865 à 1882, est nommé sénateur à vie, avant de devenir maire de Florence. Fondateur de la Fondiaria Assicurazioni, il est également président de la Caisse d'épargne de Florence et de l'Italy Southern Railways. C'est à lui que l'on doit le don du palais Corsini de Rome et de l'ensemble de sa collection de peintures, gravures et livres à l'État italien.

## La famille auXXesiècle
Tommaso Corsini, prince de Sismano, de 1903 à 1980 et neveu de Tommaso, a pris part à la vie politique italienne comme député de l'Assemblée constituante de la République italienne. En tant qu'expert en agriculture et en élevage, il a contribué à la modernisation de ces deux secteurs en Toscane et en Ombrie. Son épouse, donna Elena, parvient à sauver la Galleria Corsini et bien d'autres trésors de bombardements et du passage de la ligne de front pendant la Seconde Guerre mondiale.
Giovanni Corsini (1911-1988), marquis de Lajatico et comte palatin, s'échappa au cours de la Seconde Guerre mondiale à partir d'une prison anglaise en Éthiopie avec quatre camarades, et rejoignit finalement le Mozambique, après 3 500 miles d'évasion.

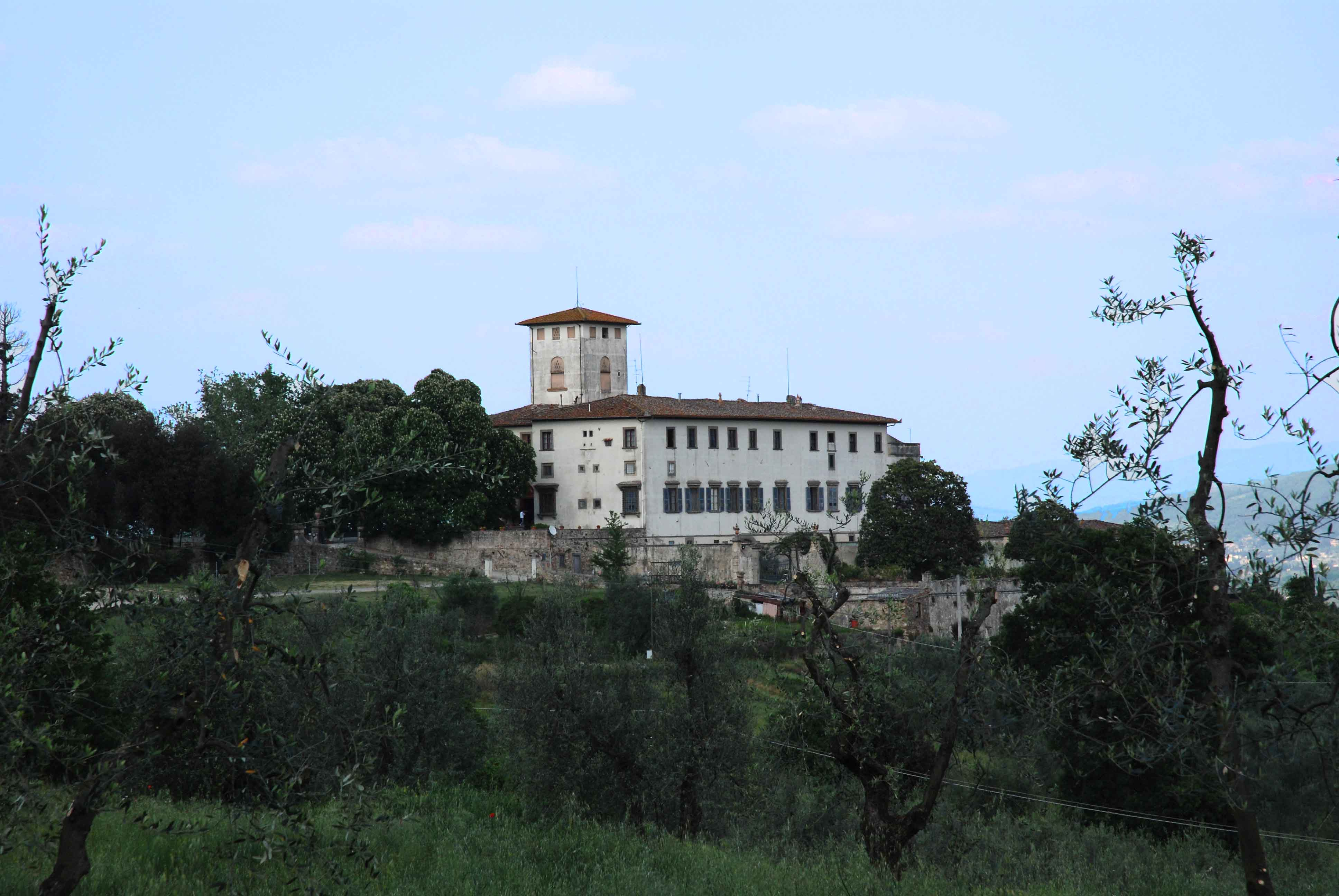

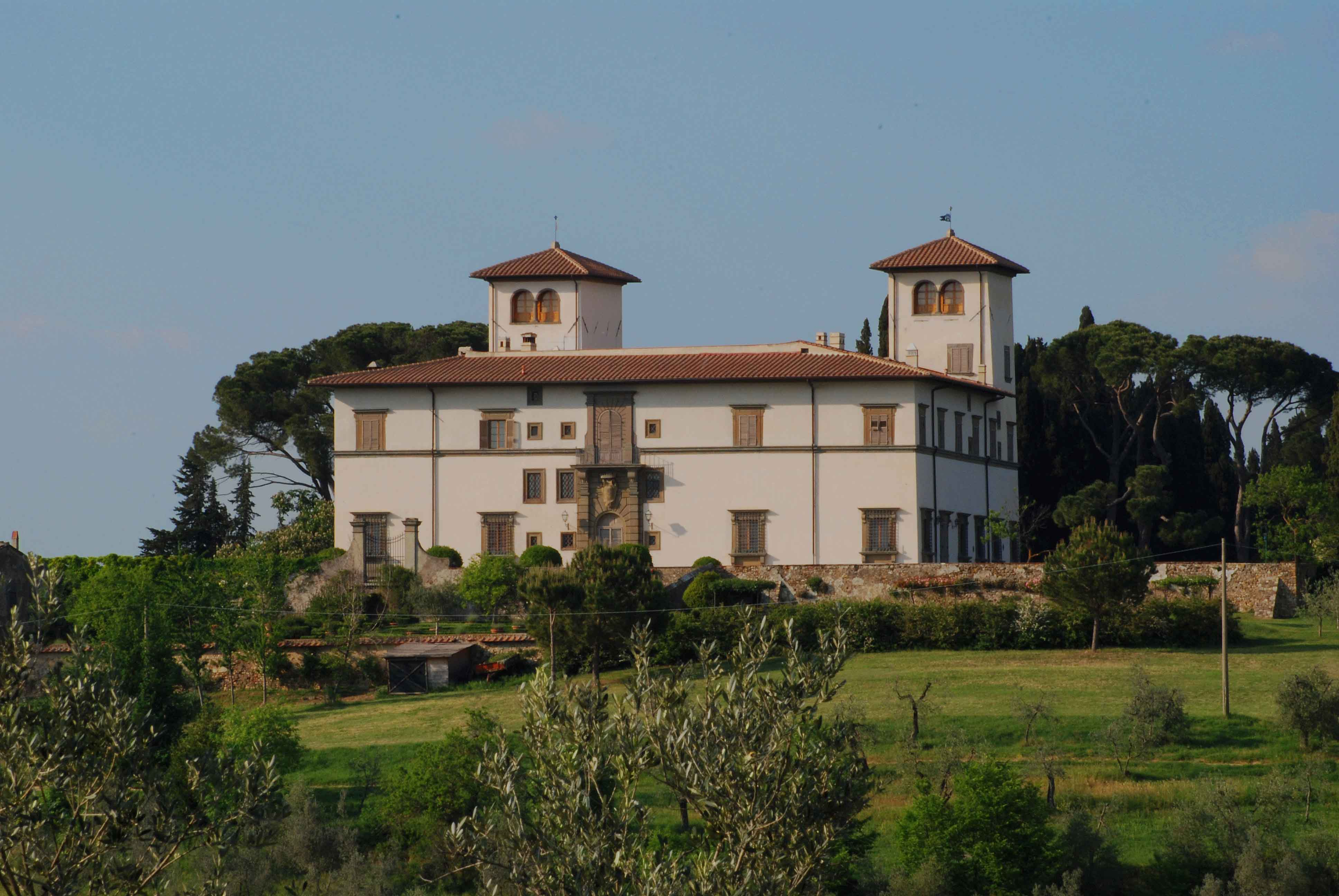

## Propriétés
- Palazzo Corsini al Prato (Florence)
- Palazzo Corsini al Parione (Florence)
- Palazzo Corsini ai Tintori (Florence)
- Palazzo Corsini alla Lungara (Rome), qui est aujourd'hui l'un des deux sites de la Galerie nationale d'Art ancien
- Villa Le Corti (San Casciano in Val di Pesa)
- Villa Corsini di Mezzomonte
- Villa Corsini di Castello
- Castello di Sismano
- Castello di Casigliano
- Villa di Salvadonica
- Fattoria della Corsini Marsigliana